# 777 Partners
A 777 Partners é uma empresa de investimentos privados sediada em Miami, nos Estados Unidos. Fundada em 2015, concentra-se em sete setores principais: seguros, aviação, fintech, financiamento de contencioso, crédito privado, sustentabilidade e esportes, mídia e entretenimento. Até o momento, a 777 tem aproximadamente mais de 50 empresas de portfólio operando em mais de 20 países, incluindo clubes de futebol notáveis, como o Vasco da Gama no Brasil, o Genoa na Itália, o Hertha Berlim na Alemanha, o Standard de Liège na Bélgica, e o Red Star na França. Além disso, a empresa tem participações minoritárias no Sevilla, da Espanha, e no Melbourne Victory, da Austrália. No basquete, a 777 Partners é dona do time London Lions. A empresa possui as transportadoras de baixo custo Flair Airlines, no Canadá, e Bonza, na Austrália.

## História
Fundada em 2015 por Steven Pasko e Josh Wander como resultado de uma aquisição da SuttonPark Capital da PennantPark, a 777 Partners inicialmente aplicou sua experiência na subscrição e financiamento de ativos esotéricos para diversificar em um amplo espectro de empresas de serviços financeiros, originadores de ativos e fornecedores de tecnologia/serviços. A empresa ampliou seu mandato e agora investe em sete setores de indústrias.

### Futebol
Seu primeiro investimento no futebol foi a compra de uma participação minoritária no clube espanhol Sevilla, da La Liga, em 2018. Em 2020, elevou sua participação para 7,5%.
Em setembro de 2021, a 777 Partners comprou 99,99% do clube italiano Genoa, o clube mais antigo do país, fundado em 1893. Tornou-se o sexto clube da liga a ter um dono americano, e a transação para comprar o clube do proprietário de longa data Enrico Preziosi foi estimado em 150 milhões de euros. Para o cargo de treinador, o clube contratou em novembro Andriy Shevchenko, ex-jogador do Milan e da Ucrânia, mas que foi demitido em janeiro de 2022. O Genoa terminou a temporada rebaixado (assim como outro time americano, o Venezia), mas foi imediatamente promovido de volta à primeira divisão em maio de 2023.
Em fevereiro de 2022, a 777 Partners comprou 70% do Vasco da Gama, clube carioca da Série A do Campeonato Brasileiro por 700 milhões de reais, avaliando o clube em R$ 1,7 bilhão. A transação foi a maior da história do futebol brasileiro e ocorreu após uma mudança na legislação que permite que os clubes adotem novas estruturas legais, tornando-se sociedades anônimas e obtendo financiamento de mercados de capital privado. Os torcedores protestaram contra a 777 Partners na temporada do Campeonato Brasileiro Série A de 2023, já que o clube se viu na zona de rebaixamento.
Durante as negociações para comprar o Vasco, o jornal brasileiro O Globo revelou que Josh Wander havia sido condenado em 2004, aos 22 anos, por ter pedido cocaína pelo correio enquanto estudante da Universidade da Flórida. Enfrentando uma possível sentença de 26 anos, ele não contestou e recebeu 15 anos de liberdade condicional, que terminou em 2018. A condenação de Wander foi levantada na mídia e, em uma entrevista ao Financial Times, ele chamou isso de "coisa estúpida da faculdade" e uma "oportunidade perfeita para aquelas pessoas que odeiam tentar destruí-lo com coisas que são um pouco sem sentido".
Em março de 2022, a 777 Partners comprou 100% do Standard de Liège da Pro League belga por €55 milhões. Os fãs protestaram em setembro de 2023 sobre o que acreditavam ser uma falta de investimento e ambição.
A 777 Partners comprou o Red Star, do Championnat National (terceira divisão francesa), em abril de 2022. O clube foi fundado em 1897 por Jules Rimet, que mais tarde foi presidente da FIFA. A aquisição ocorreu devido à história de classe trabalhadora e de esquerda do clube, e às preocupações de que o clube se tornaria um farm team para os outros ativos da 777. O ex-candidato presidencial Jean-Luc Mélenchon foi um dos vários políticos a assinar uma carta publicada no Le Monde, afirmando: "Para nós, o Red Star é um bem comum que não pode ser sacrificado no altar do lucro".
Em outubro de 2022, a 777 Partners comprou uma participação minoritária no Melbourne Victory da A-League australiana por AU$ 8,7 milhões. Em janeiro seguinte, os acionistas do clube votaram a favor de permitir que a 777 Partners garanta até 70% nos próximos cinco anos, em troca de AU$ 30 milhões em investimento.
A empresa assumiu uma participação de 64,7% no Hertha Berlim da Bundesliga alemã em março de 2023, após sua venda por Lars Windhorst, que era acionista majoritário desde 2019. Em setembro de 2023, a 777 Partners concordou em comprar o Everton, da Premier League inglesa, comprando os 94,1% de propriedade de Farhad Moshiri.

### Outros investimentos
Em 2019, a 777 Partners comprou o London Lions, o único time de basquete profissional masculino de Londres. Eles então investiram £7 milhões para 45% da British Basketball League (BBL). Sob 777, o Lions e a BBL atraíram atenção significativa, tendo vendido uma pequena participação minoritária no London Lions para OG Anunoby e se tornando a primeira equipe britânica a se classificar para as eliminatórias da EuroCup.
Fora dos esportes, o 777 tem ativos na aviação. É proprietária da empresa canadense Flair Airlines e da Bonza, com sede na Austrália, ambas transportadoras de baixo custo. Também investe e desenvolve tecnologia de viagem sob sua subdivisão "GO7".
Em 2022, a 777 investiu na STX Entertainment, um estúdio de cinema global conhecido por produzir filmes como Molly's Game, The Irishman e Ferrari.

## Clubes esportivos
| Clube             | Localização            | Data de aquisição | % das ações |
| ----------------- | ---------------------- | ----------------- | ----------- |
| Sevilla           | Sevilha, Espanha       | 2018              | 7,5%        |
| Genoa             | Gênova, Itália         | setembro de 2021  | 99,9%       |
| Vasco da Gama     | Rio de Janeiro, Brasil | fevereiro de 2022 | 70%         |
| Standard de Liège | Liège, Bélgica         | março de 2022     | 99,7%       |
| Red Star          | Saint-Ouen, França     | abril de 2022     | 100%        |
| Melbourne Victory | Melbourne, Austrália   | outubro de 2022   | 70%         |
| Hertha Berlim     | Berlim, Alemanha       | março de 2023     | 64,7%       |
| Everton           | Liverpool, Inglaterra  | setembro de 2023  | 94,1%       |

## Controvérsias
A 777 Partners foi processada por várias organizações por dívidas não pagas e violações de contrato com ações judiciais descrevendo suas práticas financeiras como um "castelo de cartas" e uma "empresa fraudulenta em expansão".